# Sombor
Pour les articles homonymes, voir Sombor huppée.
Sombor (en serbe cyrillique : Сомбор ; en hongrois : Zombor ; en allemand : Zombor ; en ruthène pannonien : Зомбор) est une ville de Serbie située dans la province autonome de Voïvodine. Au recensement de 2011, la ville intra muros comptait 47 485 habitants et son territoire métropolitain, appelé ville de Sombor (Град Сомбор et Grad Sombor), 85 569.
Sombor est le centre administratif du district de Bačka occidentale.

## Climat
La station météorologique de Sombor, située à 88 m d'altitude, enregistre des données depuis 1884 (coordonnées 45° 46′ N, 19° 09′ E).
La température maximale jamais enregistrée à la station a été de 40,3 °C le 24 juillet 2007 et la température la plus basse a été de −27,2 °C le 24 janvier 1963. Le record de précipitations enregistré en une journée a été de 83,3 mm le 30 juin 1974. La couverture neigeuse la plus importante a été de 48 cm le 18 mars 1962.
Pour la période de 1961 à 1990, les moyennes de températures et de précipitations s'établissaient de la manière suivante :
| Mois                                       | Janv | Fév  | Mars | Avr  | Mai  | Juin | Juil | Août | Sept | Oct  | Nov  | Déc  | Année |
| ------------------------------------------ | ---- | ---- | ---- | ---- | ---- | ---- | ---- | ---- | ---- | ---- | ---- | ---- | ----- |
| Températures maximales moyennes (°C)       | 2,1  | 5,5  | 11,4 | 17,1 | 22,1 | 25,1 | 27,1 | 26,9 | 23,4 | 17,8 | 9,7  | 4,1  | 16,0  |
| Températures moyennes (°C)                 | -1,3 | 1,3  | 5,7  | 11,1 | 16,3 | 19,3 | 20,7 | 20,0 | 16,2 | 10,9 | 5,3  | 0,9  | 10,5  |
| Températures minimales moyennes (°C)       | -4,8 | -2,4 | 0,8  | 5,4  | 10,1 | 13,2 | 14,2 | 13,6 | 10,2 | 5,4  | 1,6  | -2,2 | 5,4   |
| Moyennes mensuelles de précipitations (mm) | 37,1 | 37,7 | 35,8 | 51,0 | 56,9 | 79,0 | 60,7 | 51,8 | 37,4 | 36,8 | 51,8 | 43,5 | 573,5 |

## Nom de la ville
L'ancien nom hongrois de la ville était Czoborszentmihály. Le nom actuel provient de la famille Czobor, qui posséda cette région au XIVe siècle ; il est mentionné pour la première fois en 1543. Dans les documents historiques, la ville apparaît sous diverses appellations : Samobor, Sambor, Sambir, Sonbor, Sanbur, Zibor et Zombar.

## Histoire
La première mention de la ville de Sombor remonte à 1340. La ville appartint au royaume de Hongrie jusqu'au XVIe siècle, période à laquelle elle fut conquise par l'Empire ottoman. En 1687, Sombor devint autrichienne et la ville fut intégrée dans la province de la Frontière militaire. En 1745, elle fit partie du comitat de Bács-Bodrog et, en 1749, elle obtint le statut de « ville royale libre ». En 1786, la ville devint la capitale du comté de Bács-Bodrog ; elle comptait alors 11 420 habitants, en majorité des Serbes. En 1843 Sombor comptait 21 086 habitants. La principale langue parlée dans la ville était le serbe et, venant en seconde place, l'allemand.
En 1848-1849, Sombor fit partie de la Voïvodine de Serbie, une province autonome à l'intérieur de l'empire d'Autriche et, entre 1849 et 1860, elle fit partie du voïvodat de Serbie et du Banat de Tamiš. Au recensement de 1910, Sombor comptait 30 593 habitants ; 11 881 d'entre eux parlaient serbe, 10 078 parlaient hongrois, 2 181 parlaient allemand etc.
Après 1918, Sombor fit partie du royaume des Serbes, Croates et Slovènes, qui, en 1929, prit le nom de royaume de Yougoslavie.
In 1941, la ville fut occupée par les puissances de l'Axe et annexée par la Hongrie. Libérée en 1944, Sombor fit partie de la république fédérative socialiste de Yougoslavie. Depuis 1945, elle fait partie de la province autonome de Voïvodine.

## Organisation administrative de la ville de Sombor
Sombor fait partie des 23 « villes » (au singulier : Град / Grad ; au pluriel : Градови / Gradovi) qui, en plus de Belgrade, sont officiellement définies par la loi sur l'organisation territoriale de la république de Serbie votée par l'Assemblée nationale du pays le 28 décembre 2007 ; cette entité territoriale porte le nom de ville de Sombor (en serbe : Град Сомбор et Grad Sombor) et comprend, outre la cité de Sombor intra muros, tout son territoire métropolitain.

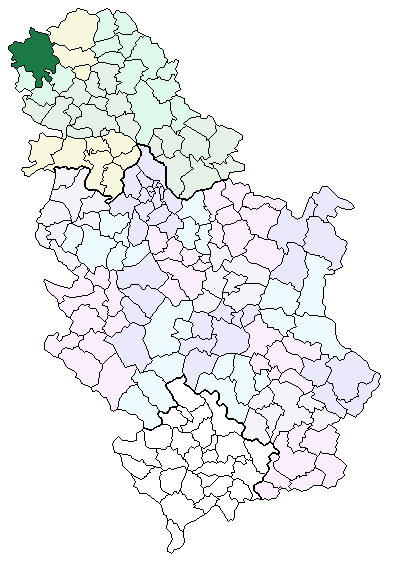
Localisation de la ville de Sombor
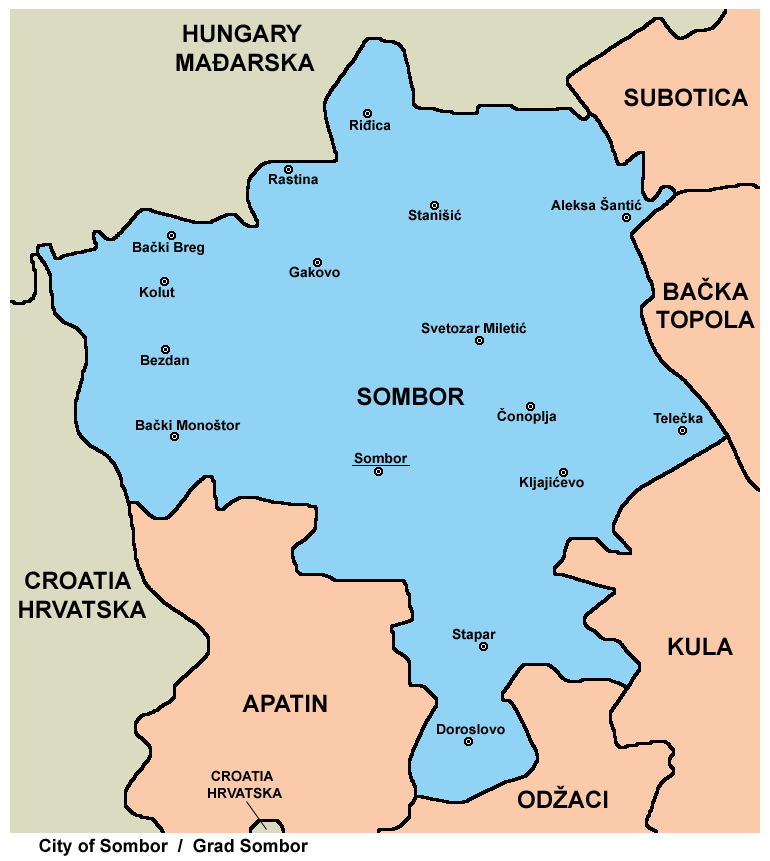
Localités de la ville de Sombor

### Localités de la ville de Sombor
La ville de Sombor (ex-municipalité) compte 16 localités :
| - Aleksa Šantić - Bački Breg - Bački Monoštor - Bezdan - Gakovo - Doroslovo - Kljajićevo - Kolut | - Rastina - Riđica - Sombor - Svetozar Miletić - Stanišić - Stapar - Telečka - Čonoplja |

## Démographie

### Somborintra muros

#### Évolution historique de la population
| 1948   | 1953   | 1961   | 1971   | 1981   | 1991   | 2002   | 2011   |
| ------ | ------ | ------ | ------ | ------ | ------ | ------ | ------ |
| 33 613 | 33 632 | 37 760 | 44 100 | 48 454 | 48 993 | 51 471 | 47 485 |

### Ville de Sombor (ex-municipalité)

#### Répartition de la population dans la ville de Sombor (2002)
Sombor, Aleksa Šantić, Gakovo, Kljajićevo, Kolut, Rastina, Riđica, Stanišić, Stapar et Čonoplja possèdent une majorité de peuplement serbe. Bački Breg et Bački Monoštor sont majoritairement peuplés de Croates (Šokci). Bezdan, Doroslovo et Telečka sont majoritairement peuplés de Hongrois. Le village de Svetozar Miletić est habité par une majorité relative de Hongrois.

## Politique
À la suite des élections locales serbes de 2008, les 61 sièges de l'assemblée municipale de Sombor se répartissaient de la manière suivante, :
| Parti                                     | Sièges |
| ----------------------------------------- | ------ |
| Parti démocratique                        | 26     |
| Parti radical serbe                       | 23     |
| Parti démocratique de Serbie              | 5      |
| Coalition hongroise                       | 4      |
| Mouvement serbe du renouveau              | 1      |
| Ligue des sociaux-démocrates de Voïvodine | 1      |

Nemanja Delić, né en 1975, membre du Parti démocratique du président Boris Tadić, a été élu maire de la ville de Sombor. Siniša Lazić, né en 1967, inscrit sur la même liste, a été élu président de l'assemblée municipale.

## Architecture

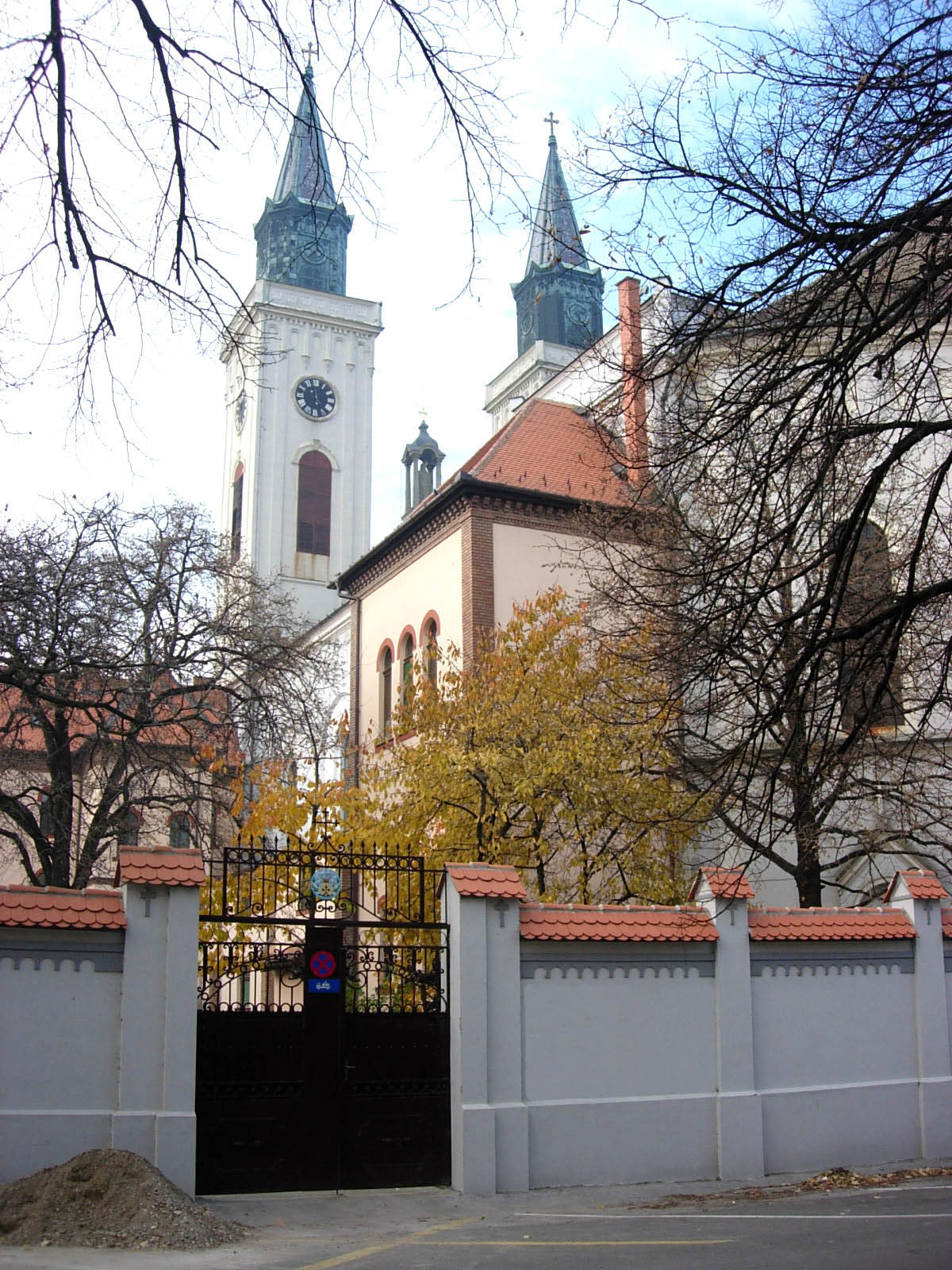
Le monastère des Carmélites à Sombor

La ville de Sombor est renommée pour son architecture des XVIIIe et XIXe siècles.
Parmi les édifices les plus anciens de Sombor se trouve la maison turque (en serbe : Турска кућа et Turska kuća) ; construite au XVIIe siècle, elle a accueilli la première poste de la ville en 1789. Parmi les bâtiments du XVIIIe siècle, on peut citer l'ancien hôtel de ville (en serbe : Градска кућа / Gradska kuća), construit en 1749 et typique de l'architecture néoclassique ; il abrite aujourd'hui le journal de la ville, les Somborske Novine (« Nouvelles de Sombor ». De cette époque datent un certain nombre d'édifices religieux orthodoxes, comme l'église Saint-Georges, construite en 1761 ou l'église Saint-Jean, construite en 1790, toutes les deux dans un style baroque rococo. L'église catholique de la Sainte-Trinité, qui date de 1763, a été construite dans le style baroque franciscain.
L'architecture du XIXe siècle est bien représentée à Sombor ; elle se caractérise par un mélange de classicisme et d'éclectisme, tendance qui se poursuivra pendant la première moitié du XXe siècle. La Županija a été édifiée en 1808, dans un style éclectique ; elle abrite aujourd'hui le siège de la municipalité de Sombor ; le bâtiment est entouré par le parc municipal. L'actuelle galerie Milan Konjović est installée dans une maison de style Biedermeier, construite en 1838 par le pharmacien Emile Gale. La Salle de lecture serbe (Српска читаоница / Srpska čitaonica), construite en 1845, est caractéristique de ce style éclectique. Parmi les édifices de la seconde moitié du XIXe siècle, le Théâtre national (Народно позориште et Narodno pozorište) a été construit en 1882, dans un style néoclassique. Le Musée municipal, qui date de 1883, est caractéristique de la même architecture éclectique. La « Petite bibliothèque » (Мала библиотека / Mala biblioteka), qui abrite la Bibliothèque municipale de Sombor, a elle aussi été construite en 1883, dans le même style. Le Lycée municipal Veljko Petrović (Гимназија Вељко Петровић / Gimnazija Veljko Petrović), quant à lui, date de 1886.
Le XXe siècle offre un certain nombre d'édifices religieux remarquables, comme l'église évangélique ((Евангелистичка црква / Evangelistička crkva), qui date de 1901, l'église Saint-Étienne, construite en 1902 dans un style néo-romantique et, surtout, le monastère des Carmelites, fondé en 1904, et le monastère de l'archidiacre Stefan, construit entre 1928 et 1933. Parmi les constructions profanes, on peut signaler la Maison du faucon (Соколски дом / Sokolski dom), qui date de 1927 et qui abrite aujourd'hui une association sportive ou encore le palais Kronić (Кронић палата / Kronić palata), qui, bâti au début du XXe siècle, passe pour une des plus belles constructions de la ville[réf. nécessaire].

## Culture
Parmi les institutions culturelles les plus importantes, on peut citer le Théâtre national, le Musée municipal de Sombor, qui abrite des collections archéologiques, historiques et ethnographiques, ainsi qu'une galerie de peinture et un bibliothègue. La ville possède aussi un Musée d'art contemporain et un musée consacré au peintre Milan Konjović. Le Collège des professeurs, fondé en 1778, est le plus ancien collège de Serbie. On peut encore signaler la Bibliothèque serbe et le Lycée de Sombor.
La ville est également le siège de nombreuses institutions culturelles créées par les minorités ethniques de la région. Parmi ces organisations, on peut signaler le Théâtre de poche hongrois Berta Ferenc, la Société croate Vladimir Nazor et la Municipalité juive. Il existe d'autres associations pour les Allemands et les Roms de la région.

## Éducation
- Faculté de pédagogie de l'université de Novi Sad

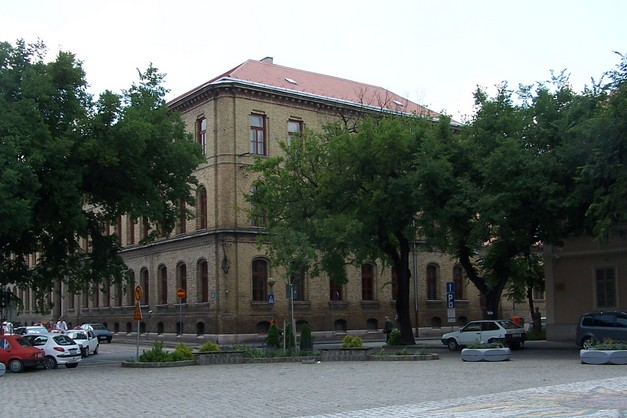
Le lycée de Sombor
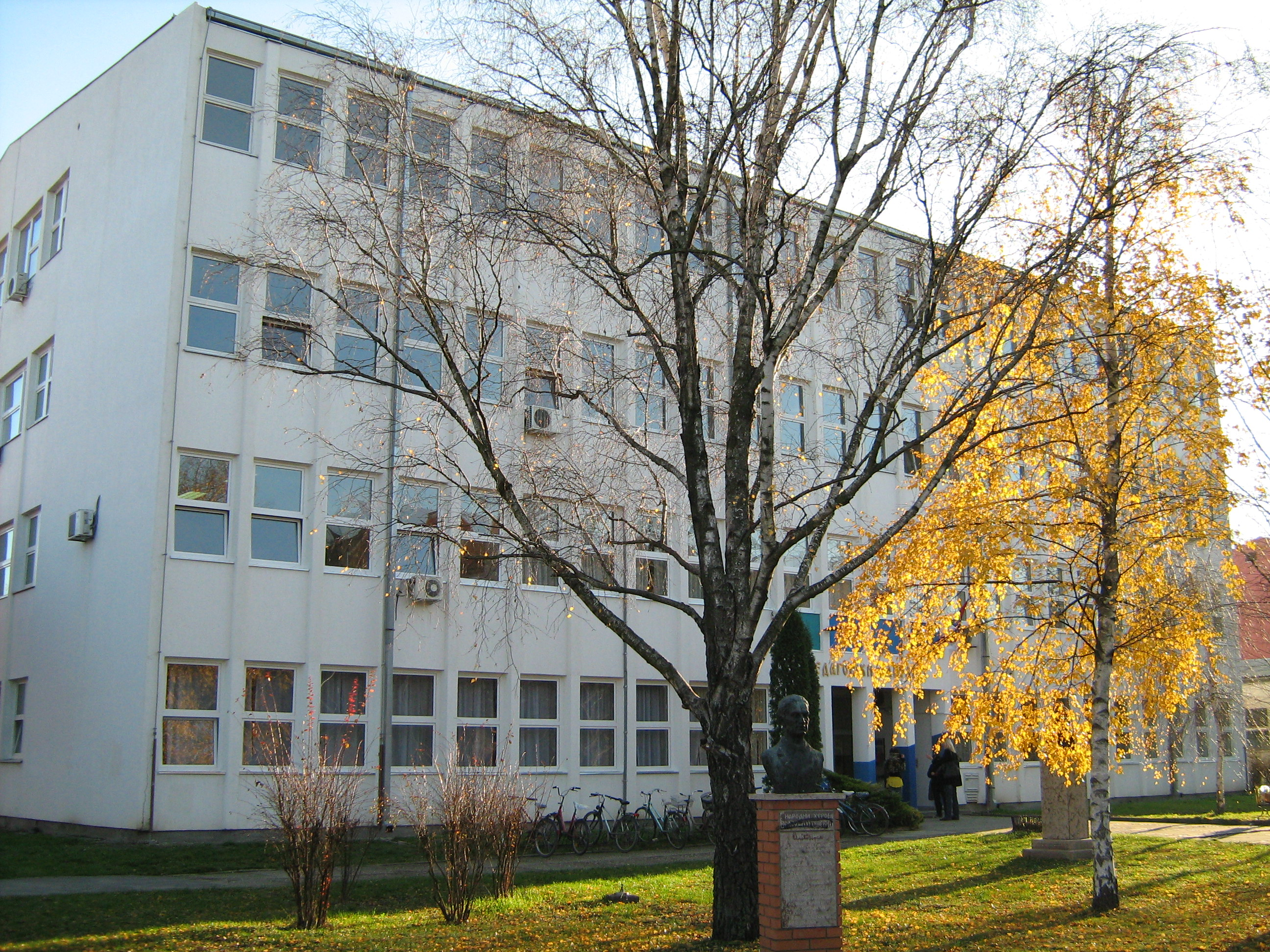
La faculté de Sombor

## Économie
Sombor est le siège de la société Sunce, qui produit des huiles et des graisses végétales; dans sa gamme de produits, on peut citer l'huile de tournesol et, parmi ses produits plus élaborés, des huiles pour les salades, l'huile aux oméga-3 et, parmi ses productions les plus originales, l'huile de sésame, de cucurbitacées ou encore l'huile d'olive, toutes pressées à froid,.

## Médias

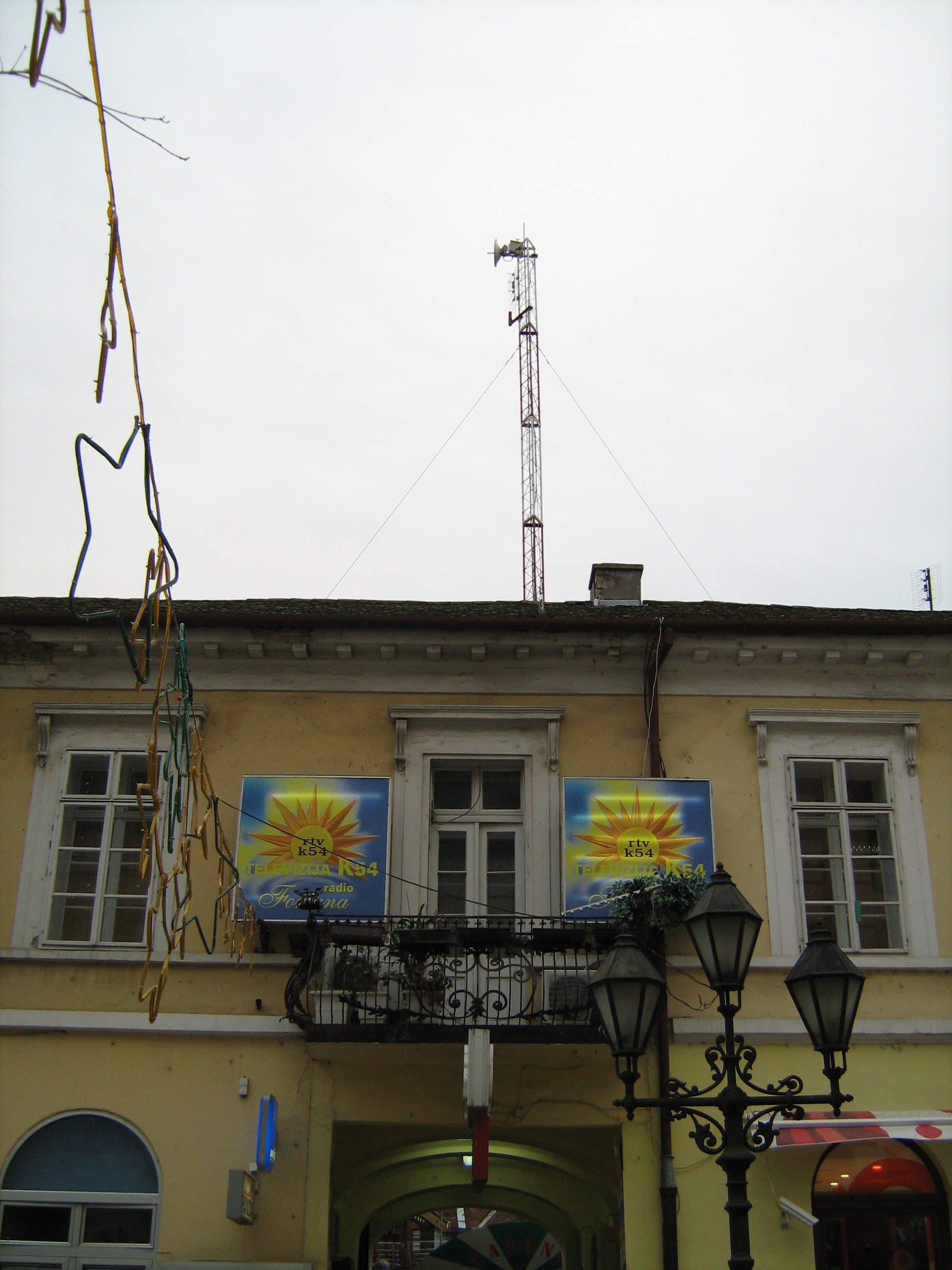
Le siège de radio Fortuna

### Journal
- Somborske novine[15]

### Télévisions locales
- Kanal 54
- Spektar[16]

### Radios locales
- Fortuna (93.9)
- Fortuna folk (95.8)
- Planet (94.7)
- Radio Sombor (97.5)[17]
- Radio Sonet (100.1)
- Radio Spektar (101.3)

## Personnalités liées à Sombor
- Avram Maksimović (1772-1845), prêtre, écrivain ;
- Nikolaj Šimić (1766-1848), écrivain ;
- Pavle Atanacković (1788-1867), évêque ;
- Jožef Šlezinger (1794-1870), compositeur ;
- Jovan Hadžić (Miloš Svetić) (1794-1869), fondateur et premier président de la Matica srpska ;
- Jožef Švajdl (1796-1849), général
- Samuilo Maširević (1804-1870), patriarche serbe ;
- Đorđe Brkić (1830-1914), géologue ;
- Nikola Vukićević (1830-1910), pédagogue ;
- Milka Grgurova (1840-1924) ;
- Antal Koh (1843- ), géologue, académicien ;
- Karolj Verteši (1843-1917), voyageur, romancier ;
- Đula Varoši (1846- ), écrivain ;
- Juhas Arpad (1863-1914), peintre ;
- Jožef Tim (1864-1959), historien ;
- Jovan Lalošević (1870-1935)
- Ernest Bošnjak (1876-1963) ;
- Hajduk Veljko Petrović (1884-1967), académicien ;
- Dimitrije Konjović (1888-1982), un officier de marine, un aviateur et un industriel autrichien puis yougoslave est né à Stanišić, près de Sombor ; il a créé l'entreprise aéronautique Ikarus à Zemun, dans l'actuelle Serbie ;
- Milan Konjović (1898-1993), peintre ;
- Petar Konjovic
- Brigitte Konjovic
- Filip Krajinovic (1992-), joueur de tennis;
- Geza Barci (1894-1975), linguiste et académicien ;
- Janoš Herceg (1909-1995), romancier, académicien ;
- Radivoj Korać (1938-1969)
- Zoran Mandić (1950-), homme de Lettres, critique d'art ;
- Jasmina Grković-Major (née en 1959), linguiste, académicienne ;
- Saša Radojčić (né en 1963), poète, philosophe ;
- Dalibor Čutura (né en 1975), handballeur ;
- Nikola Jokic (né en 1995), basketteur et star de NBA.

## Coopération internationale
Villes jumelles
- Baja (Hongrie)
- Kispest (Hongrie)

Coopération régionale
- Osijek (Croatie)
- Tuzla (Bosnie-Herzégovine)
- Vukovar (Croatie)